# Leonardo Amuedo
Leonardo Amuedo (Montevideo, Uruguai, 20 de setembro, 1967) é um guitarrista uruguaio. Conhecido por suas apresentações com Ivan Lins, aprendeu a tocar guitarra com seu irmão aos 4 anos de idade. Aos 17 anos começou a estudar teoria musical. Amuedo ganhou por quatro vezes o Grammy.
Trabalhou com vários músicos importantes do Uruguai, como: Julio Frade, Hugo e Osvaldo Fattoruso, Urbano Moraes, Fernando Torrado e Mariana Ingold. Morou e trabalhou na Holanda de 1990 a 2002 e nesse período tocou e gravou com Fernando Lameirinhas, Joia, Laura Fygi, Josee Koning, Trijntje Oosterhuis, Metropole Orchest, Hein van de Geyn, Bacan, Dori Caymmi, Dulce Pontes, Ruud and Roeland Jacobs, Thijs van Leer (FOCUS), Jan Akkerman, Sticks&Strings e Jimmy Haslip. Em 1999, participou, produziu e arranjou o CD The Latin Touch, da cantora Laura Fygi.
Em 2002, começou a tocar guitarra na banda de Ivan Lins e participou também de vários projetos nos EUA, Japão e Europa. Nesse período também dividiu o palco com artistas e músicos como: João Bosco, Caetano Veloso, Gilson Peranzzetta, Mauro Senise, Luiz Avelar, Armando Marçal, Wagner Tiso, Alejandro Sanz, Jane Monheit, David Finck, Simone, Marcio Montarroyos, Jorge Vercillo, Leny Andrade, Itiberê, Idriss Boudrioua, Oscar Castro Neves, Vince Mendoza, Andre Mehmari e Maria Schneider.